# Blain
Blain je francouzská obec v departementu Loire-Atlantique v regionu Pays de la Loire. V roce 2009 zde žilo 9 284 obyvatel. Je centrem kantonu Blain.